# 成田淳
成田淳（なりた じゅん、英語名：Narita Jhonerick Manalo、1993年9月30日 - ）は、日本の映像監督、ジャーナリスト、株式会社WAVE CREATIVE代表取締役。愛知県名古屋市出身。日本とフィリピンのハーフ。広告映像から社会課題をテーマにしたドキュメンタリーまで幅広い分野で活動し、「声なき声を届ける」を信条とする。特に環境保全や人権問題を扱う作品が評価されている。 

## 経歴
成田淳は日本人の父とフィリピン人の母の間に生まれたが、出生直後に父が不在となり、幼少期は戸籍のない状態で育つ。少年時代にはいじめや差別を経験し、それが後の活動に大きな影響を与えた。
23歳で映像制作と出会い、表現者としての道を歩み始める。2021年には「社会と自然をつなぐ」をテーマにした映像プロダクション、株式会社WAVE CREATIVEを設立し、代表取締役に就任。以降、環境問題や人権問題をテーマにした作品を数多く手掛けている。
また、成田は「多様性と共生」を理念として掲げており、自身の経験を活かして社会的弱者やマイノリティの声を映像作品で発信することに力を注いでいる。  

## 主な活動

### 映像制作
成田の映像制作は、教会での映像奉仕をきっかけに始まり、現在もキリスト教系の宣教団体やNGOと協働して、社会課題や信仰に関する映像制作を行っている。広告映像やドキュメンタリー制作を中心に活動しており、その中でも特に環境保全や社会課題をテーマとした作品が評価されている。2024年には名古屋市のラムサール条約登録湿地「藤前干潟」を題材にしたドキュメンタリー映画を制作し、上映会を実施した。

### 社会貢献活動
北海道いのちの電話と協働し、自殺予防をテーマにした若者向け映像「生きててくれてありがとう」を制作。また、Patagonia（パタゴニア）とのプロ契約を結び、環境保護のための映像発信にも取り組んでいる。さらに、地域コミュニティとの連携プロジェクトとして、地方都市でのワークショップや講演活動も積極的に行っている。  

### 技術的挑戦
3DデジタルアートやVR技術など新しい表現方法を積極的に取り入れ、映像制作の幅を広げている。特にAI技術との融合による新しい映像表現にも挑戦しており、その先進性が注目されている。

## 受賞歴
- クールジャパンアワード：若者向け日本文化発信と映像制作の革新性が評価され受賞。
- NHK特集で彼の人生と作品が取り上げられ、大きな反響を呼ぶ。[7][8]

## 作風と理念
成田の作品には「声なき声」を届けるという強いメッセージ性が込められており、人種差別や国籍問題など自身の経験が反映されている。また、多様性や共生社会への願いが作品全体から感じられる。マーケティング視点も活用し、作品が適切な観客層へ届くよう工夫している。   

## ソーシャルクリエイティブとの関連
成田淳の活動は、ソーシャルクリエイティブの理念と深く結びついている。ソーシャルクリエイティブとは、社会課題の解決や新たな人類価値の創出を目的とした創造的活動を指す。成田の作品は、環境保全や人権問題など、現代社会が直面する課題に焦点を当てており、クリエイティブな手法を用いて社会に変革をもたらすことを目指している。
特に、成田の活動は「官・公・私」の垣根を超えた取り組みとして評価されている1。行政、企業、市民が協力して社会課題に取り組む「ユーザー共創型」のアプローチは、ソーシャルクリエイティブの重要な側面である。
また、成田の作品は、多様性やマイノリティのエンパワーメントを重視しており、これはソーシャルクリエイティブの重要なテーマの一つである。彼の経験を活かした表現は、社会のステレオタイプを変え、多様な人々が生きやすい社会の実現に貢献している。